# Lechința
Lechința (Duits: Lechnitz, Hongaars: Szászlekence) is een Roemeense gemeente in het district Bistrița-Năsăud.
Lechința telt 6114 inwoners.
De gemeente was onderdeel van het Nösnerland en kende eeuwenlang een grote Saksische bevolking (Zie: Zevenburger Saksen) die door de Hongaarse koning waren uitgenodigd om het land te verdediging na de Mongoolse (Tataarse) aanval in het jaar 1240. 
De gemeente bestaat uit de volgende dorpen:
- Bungard 	(Baumgarten bei Bistritz of 	Szászbongárd)
- Chiraleș 	(Kyrieleis of 	Kerlés)
- Lechința 	(Lechnitz of 	Szászlekence)
- Sângeorzu Nou 	(Sankt Georgen of 	Szászszentgyörgy)
- Sâniacob 	(Jakobsdorf bei Bistritz of 	Szászszentjakab)
- Țigău 	(Zagendorf of 	Cegőtelke)
- Vermeș 	(Wermesch  of	Vermes)